# Wilmot N. Hess
Wilmot Norton Hess (* 16. Oktober 1926 in Oberlin, Ohio; † 16. April 2004 in Berkeley, Kalifornien) war ein US-amerikanischer Physiker.
Hess erhielt 1946 seinen Bachelor-Abschluss in Elektrotechnik an der Columbia University und 1949 seinen Master-Abschluss in Physik am Oberlin College. 1954 wurde er an der University of California, Berkeley promoviert und arbeitete danach im Lawrence Livermore National Laboratory an Kernwaffen. 1959 wurde er Projektleiter der Operation Plowshare in Livermore für den Einsatz von Atombomben in Erdbau-Arbeiten. In den 1960er Jahren war er bei der NASA im Goddard Space Flight Center (Direktor der Theorieabteilung 1961 bis 1967), befasste sich mit der Messung des Spektrums von Neutronen in kosmischer Strahlung, untersuchte den Van-Allen-Gürtel und war ab 1966 Direktor Science and Applications im Apollo-Mondlandeprogramm in Houston (Manned Spacecraft Center). 1969 wurde er Direktor der Forschungslaboratorien der  National Oceanic and Atmospheric Association (NOAA) in Boulder und 1981 Direktor des National Center for Atmospheric Research (NCAR). Von 1970 bis 1978 war er außerdem Adjunct Professor an der University of Colorado. 1986 wurde er Direktor des Kernphysik- und Hochenergiephysik-Programms des US-Energieministeriums und ab 1993 bis zum Ruhestand Associate Director Energy Research in Germantown, Maryland.
1965 erhielt er den Arthur S. Flemming Award, 1969 den NASA Group Achievement Award  und 1970 wurde er Ehrendoktor des Oberlin College. Er war Mitglied der National Academy of Engineering.

## Schriften
- Herausgeber: Introduction to Space Science, Gordon and Breach 1965
- The Radiation Belt and Magnetosphere, Blaisdell 1986
- Weather and Climate Modification, Wiley 1974
- Herausgeber: The Amoco Cadiz oil spill : a preliminary scientific report, US Department of Commerce, National Oceanic and Atmospheric Administration, Washington D. C. 1978
- The earth’s radiation belt, Handbuch der Physik
- Man made radiation belts, International Science and Technology, 21, 1963, 40-48
- Energetic particles in the inner Van Allen belts, Space Science Reviews, 1, 1962, 278-312
- Herausgeber mit Donald Menzel, John O’Keefe, The nature of the lunar surface, Proc. 1965 IAU-NASA Symp., Johns Hopkins Press 1966